# Kanelbullens dag
Kanelbullens dag infaller den 4 oktober och är en årlig temadag i Sverige och Finland, instiftad 1999 av Kaeth Gardestedt. Syftet med dagen är att uppmärksamma den svenska traditionen att baka hemma, och man valde att lyfta fram den svenska kanelbullen. 
Gardestedt var vid tidpunkten för instiftandet projektansvarig för Hembakningsrådet, historiskt en sammanslutning av producenter av jäst, mjöl, socker och margarin som numera drivs av Dansukker. Att öka intresset för hembakningen var syftet med Hembakningsrådet då det bildades 1959.
Kanelbullens dag uppmärksammas även bland svenskar runt om i världen, bl a i Nya Zeeland och på många orter inom Svenska kyrkan i utlandet.
Att kanelbullens dag infaller just den 4 oktober beror på att Gardestedt och Hembakningsrådet enligt egen uppgift  ville att dagen, som skulle infalla på hösten, inte skulle konkurrera med andra traditioner såsom äppelfestivaler, gåsmiddagar, kräftor eller surströmming. År 1999, när kanelbullens dag lanserades, var den 4 oktober dessutom internationella barndagen, och "en tanke med kanelbullens dag var att det skulle vara en omtankens dag".